# Càlig (kommunhuvudort)
Càlig är en kommunhuvudort i Spanien.   Den ligger i provinsen Província de Castelló och regionen Valencia, i den östra delen av landet, 300 km öster om huvudstaden Madrid. Càlig ligger 120 meter över havet och antalet invånare är 1 663.
Terrängen runt Càlig är platt åt nordost, men åt sydväst är den kuperad. Terrängen runt Càlig sluttar brant österut.  Närmaste större samhälle är Benicarló, 7,9 km sydost om Càlig. Trakten runt Càlig består till största delen av jordbruksmark.